# Consoante dorsal
Consonantes dorsais são aquelas articuladas com o dorso da língua (o dorso). Aí se ncluem as palatais, as velares e, em alguns casos, as alvéolo-palatais e as uvulares. Contrastam com as coronais, articuladas com a frente flexível da língua  e  laríngeas, articulada na cavidade faríngea.

## Função
O dorso da língua pode entrar em contato com uma ampla região do céu da boca, desde o palato duro (consoantes palatinas), o flexível véu atrás dele (consoantes), para a úvula palatina| na parte de trás da cavidade bucal (consoantes uvulares). Essas distinções não são claras e, às vezes, gradações mais finas, como “pré-palatal, pré-velar” e “pós-velar” serão notadas.
Como a ponta da língua pode se curvar para trás para também entrar em contato com o palato duro para a consoante retroflexa (subapical-palatal), as consoantes produzidas pelo contato entre o dorso e o palato são às vezes chamadas de dorso-palatais.

## Exemplos
| Símbolo IPA | Nome da Consoante                        | Língua        | Exemplo                  | IPA                           |
| ----------- | ---------------------------------------- | ------------- | ------------------------ | ----------------------------- |
| ⟨ɲ⟩         | palatal nasal sonora                     | Albanês       | sq\|alfabeto albanês një | [ɲə]                          |
| ⟨ʝ⟩         | Sonora - palatal fricativa               | Grego Moderno | για                      | [ʝa]                          |
| ⟨ç⟩         | Surda - palatal fricativa                | Aemão         | [[Reich\|Reich           | [ʁaɪ̯ç]                        |
| ⟨j⟩         | Sonora - palatal aproximante             | Inglês        | yellow                   | /ˈjɛloʊ/                      |
| ⟨ŋ⟩         | Sonora - velar nasal                     | Inglês        | sing                     | /ˈsɪŋ/                        |
| ⟨ɡ⟩         | Sonora - velar plosiva                   | Inglês        | garden                   | /ˈgɑrdən/                     |
| ⟨k⟩         | Surda - velar plosiva                    | Inglês        | cake                     | /ˈkeɪk/                       |
| ⟨ɣ⟩         | Sonora - velar fricativa                 | Grego Moderno | góma (γόμα)              | /ˈɣoma/                       |
| ⟨x⟩         | Surda- velar fricativa                   | Malaio        | akhir                    | /a:ˈxir/                      |
| ⟨ʍ⟩         | Surda - labio-velar_aproximante          | Inglês        | whine                    | /ˈʍaɪn/                       |
| ⟨w⟩         | Sonora -_labio-velar_aproximante         | Inglês        | water                    | /ˈwɔːtər/                     |
| ⟨q⟩         | Surda - uvular plosive                   | Árabe         | Qurʾān (قرآن)            | /qurʔaːn/                     |
| ⟨ɢ⟩         | Sonora - uvular plosiva                  | Persa         | Qom (قم)                 | /ɢom/                         |
| ⟨ʁ⟩         | Sonora - uvular fricativa ou aproximante | Francês       | Paris                    | /paʁi/                        |
| ⟨χ⟩         | Surda - uvular fricativa                 | Alemão        | Bach                     | [baχ] /x/ antes de /a/ é [χ]. |